# Anervan
Anervan är ett läkemedel, som används för behandling vid begynnande migränanfall. Aktiva substanser är ergotamin, klorcyklizin och koffein.